# Cantó de Fontaine-Seyssinet
El cantó de Fontaine-Seyssinet és una divisió administrativa francesa del departament de la Isèra, situat al districte de Grenoble. Té 4 municipis i el cap és Fontaine.

## Municipis
- Fontaine (part)
- Claix
- Seyssinet-Pariset
- Seyssins

## Història
| Data d'elecció | Identitat        | Partit        | Qualitat |
| -------------- | ---------------- | ------------- | -------- |
| 1985-1988      | Edmond Aguiard   | Divers droite |          |
| 1988-2001      | Didier Migaud    | PS            |          |
| 2001-2015      | Catherine Brette | Verts-EE      |          |

| 1962 | 1968 | 1975 | 1982 | 1990 | 1999   | 2007   |
| ---- | ---- | ---- | ---- | ---- | ------ | ------ |
| -    | -    | -    | -    | -    | 29.541 | 28.809 |